# 모토로라 모토 E
모토로라 모토 E (Motorola Moto E) 모토로라 모빌리티에서 제조/판매하는 안드로이드 스마트폰이다.
2014년 5월 13일에 공개되어, 2014년 5월 23일 출시되었다.

## 역사
- 2014년 8월 13일 : 제품 공개[2][3]
- 2014년 8월 23일 : 제품 출시

## 운영 체제 / 소프트웨어

### 안드로이드 4.4 킷캣
안드로이드 OS 4.4.2 킷캣을 탑재하여 출시했다.

## 경쟁 기종
- 소니 엑스페리아 E1